# Hóquei em patins nos Jogos Olímpicos de verão de 1992
O Hóquei em Patins foi um dos três desportos de demonstração incluídos no programa olímpico oficial dos Jogos Olímpicos de verão de 1992, realizado em Barcelona. 

## Resultados finais
| Ranking           | Equipa         |
| ----------------- | -------------- |
| Medalha de ouro   | Argentina      |
| Medalha de prata  | Espanha        |
| Medalha de bronze | Itália         |
| 4                 | Portugal       |
| 5                 | Brasil         |
| 6                 | Países Baixos  |
| 7                 | Estados Unidos |
| 8                 | Alemanha       |
| 9                 | Angola         |
| 10                | Suíça          |
| 11                | Austrália      |
| 12                | Japão          |

## Competição

### Ronda preliminar

#### Grupo A
| Equipa            | Pts | Jgs | V | E | D | GM | GS |
| ----------------- | --- | --- | - | - | - | -- | -- |
| 1. Itália         | 9   | 5   | 4 | 1 | 0 | 54 | 8  |
| 2. Portugal       | 8   | 5   | 4 | 0 | 1 | 59 | 8  |
| 3. Argentina      | 6   | 5   | 2 | 2 | 1 | 22 | 9  |
| 4. Estados Unidos | 5   | 5   | 2 | 1 | 2 | 24 | 27 |
| 5. Suíça          | 2   | 5   | 1 | 0 | 4 | 12 | 28 |
| 6. Japão          | 0   | 5   | 0 | 0 | 5 | 4  | 95 |

#### Grupo B
| Equipa           | Pts | Jgs | V | E | D | GM | GS |
| ---------------- | --- | --- | - | - | - | -- | -- |
| 1. Espanha       | 10  | 5   | 5 | 0 | 0 | 45 | 4  |
| 2. Brasil        | 8   | 5   | 4 | 0 | 1 | 27 | 12 |
| 3. Países Baixos | 5   | 5   | 2 | 1 | 2 | 22 | 24 |
| 4. Alemanha      | 4   | 5   | 2 | 0 | 3 | 13 | 17 |
| 5. Angola        | 3   | 5   | 1 | 1 | 3 | 7  | 23 |
| 6. Austrália     | 0   | 5   | 0 | 0 | 5 | 7  | 42 |

### Meias-finais
| Equipa           | Pts | Jgs | V | E | D | GM | GS |
| ---------------- | --- | --- | - | - | - | -- | -- |
| 1. Espanha       | 9   | 5   | 4 | 1 | 0 | 19 | 8  |
| 2. Argentina     | 8   | 5   | 4 | 0 | 1 | 18 | 9  |
| 3. Portugal      | 6   | 5   | 3 | 0 | 2 | 22 | 12 |
| 4. Itália        | 4   | 5   | 2 | 0 | 3 | 21 | 19 |
| 5. Brasil        | 3   | 5   | 1 | 1 | 3 | 12 | 20 |
| 6. Países Baixos | 0   | 5   | 0 | 0 | 5 | 5  | 29 |

- Chave: Pts – pontos; Jgs – Jogos disputados; V – vitória; E – empate; D – derrota; GM – golos marcados; GS – golos sofridos

### Finais

#### Jogo da medalha de bronze
| 7 de agosto de 1992 | Itália                                              | 3-2 (1-2) | Portugal                    | Palau Blaugrana Barcelona                                                            |
|                     | Francesco Amato, Massimo Mariotti e Roberto Crudeli |           | Luís Ferreira e Victor Hugo | Árbitro: Miguel Angel Marti Corcuera ( Espanha) e Alfonso Mestres Torrens ( Espanha) |

#### Jogo da medalha de ouro
| 7 de agosto de 1992 | Espanha                                                                           | 6-8 (5-5) | Argentina                                                                             | Palau Blaugrana Barcelona                                                           |
|                     | A. Avecilla Porto (2), A. Rovira Lecha (2), Joan Ayats Presas e Joan Carles Colas |           | J. Paes Picon]] (3), D. Allende Martinez (2), P. Cairo Valdivia (2) e R. Roldan Gomez | Árbitro: Luís Alfredo Dias Rei ( Portugal) e João António Pereira Faria ( Portugal) |